# Ipotesi militare sugli UFO
Per ipotesi militare sugli UFO si intende l'ipotesi che interpreta gli UFO come velivoli sperimentali segreti sviluppati con finalità militari.

## Origine e declino dell’ipotesi
L'ipotesi militare sugli UFO è nata alla fine degli anni quaranta, in alternativa all'ipotesi extraterrestre. Secondo i suoi sostenitori, gli UFO non erano oggetti provenienti da altri pianeti, ma velivoli militari sperimentali segreti, derivati probabilmente dai cosiddetti UFO nazisti, cioè da prototipi di velivoli a forma di disco progettati e costruiti da scienziati tedeschi durante la seconda guerra mondiale. In seguito si è accertato che gli UFO nazisti erano praticamente una leggenda: i prototipi realizzati erano aerei con le ali di forma circolare, che non avevano grandi capacità. Settori delle Forze Armate statunitensi temevano comunque che gli UFO fossero velivoli segreti sovietici, che avevano lo scopo di eseguire ricognizioni fotografiche sul territorio statunitense e saggiare le difese aeree americane. Alla fine degli anni sessanta il Giurì Robertson, una commissione d'inchiesta ufficiale statunitense, è arrivato alla conclusione che gli UFO non erano velivoli segreti di altre nazioni e non costituivano un pericolo per la sicurezza nazionale.
L'ipotesi militare è stata messa in crisi dal moltiplicarsi degli avvistamenti di UFO, dalla loro diffusione geografica (inizialmente limitati al territorio degli USA) e dal loro protrarsi negli anni, per cui ha cominciato ad essere oggetto di critiche. Josef Allen Hynek, consulente scientifico del Progetto Blue Book, ha affermato negli anni sessanta che i prototipi dei velivoli militari vengono sperimentati su aree ristrette e ben sorvegliate del territorio nazionale, mentre gli UFO sono stati avvistati sopra le aree più disparate (urbane, rurali, ecc.) e nei cieli di nazioni diverse: perché qualcuno dovrebbe correre il rischio di provare un velivolo militare nello spazio aereo di una nazione nemica? Secondo altri ufologi, la sperimentazione di un prototipo militare segreto non dovrebbe durare così a lungo; comunque, una nazione che riuscisse ad ottenere un velivolo con straordinarie capacità di manovra e velocità, come quelle riferite dai testimoni di avvistamenti di UFO, non continuerebbe a spendere miliardi per lo sviluppo di armi convenzionali, come nuovi tipi di missili o aerei da bombardamento. Gli ufologi scettici verso l'ipotesi extraterrestre hanno cominciato ad abbandonare l’ipotesi militare, rivolgendosi all'ipotesi naturale proposta da Donald Menzel. Philip J. Klass ha affermato negli anni settanta che non è credibile che prototipi militari vengano sperimentati per trent’anni. Comunque, gli UFO non presentano le straordinarie capacità di manovra e velocità riferite dai testimoni degli avvistamenti, che sarebbero frutto di percezioni distorte per cui, secondo Klass, per spiegare gli UFO non c'è alcun bisogno di invocare gli extraterrestri o i prototipi militari segreti.
Dalla fine degli anni sessanta alla fine degli anni settanta, l'ipotesi militare ha continuato ad essere seguita solo da una minoranza di ufologi, tra cui si segnalano due italiani. Renato Vesco (1924-1999) sosteneva che gli UFO erano velivoli militari costruiti in Canada da scienziati britannici con la collaborazione di tecnici canadesi, ma quest'ipotesi non fu considerata verosimile, perché con armi così avanzate la Gran Bretagna avrebbe potuto conquistare la supremazia in seno alla NATO anziché accontentarsi di svolgere un ruolo subalterno rispetto agli Stati Uniti. Il giornalista fiorentino Marcello Coppetti (1926-2003) riteneva invece che dietro gli UFO si celassero alcuni tipi di velivoli sperimentali segreti, tra cui gli aerei a pilotaggio remoto. Secondo Coppetti, la presunta origine extraterrestre degli UFO sarebbe stata una mitologia favorita sia dagli Stati Uniti che dall'Unione Sovietica, che la trovavano utile per coprire la sperimentazione segreta di alcune armi aeree.

### Rivelazioni successive
È stato rivelato che dalla fine degli anni quaranta alla metà degli anni cinquanta le Forze armate statunitensi fecero un grande uso di palloni sonda aerostatici che trasportavano strumenti segreti: tra questi, vi furono i palloni usati dall'Aviazione nel Progetto Mogul e i palloni Skyhook usati dalla Marina. Carl Sagan ha sottolineato che questi palloni, visti da terra, potevano essere scambiati per dischi volanti. Se si faceva una valutazione errata della loro distanza, si poteva avere l'impressione che si muovessero ad altissima velocità; inoltre, sotto la spinta del vento, i palloni potevano effettuare bruschi cambi di direzione, impossibili per un aereo. I palloni sonda possono così spiegare diversi avvistamenti UFO di quel periodo, fra cui l'incidente di Thomas Mantell.
Inoltre, secondo recenti rivelazioni della CIA, almeno una parte degli avvistamenti degli anni cinquanta potrebbero spiegarsi con gli aerei U-2, che volavano ad altissima quota ed erano sconosciuti anche a molti piloti militari statunitensi.

## Rilancio dell'ipotesi
L'ipotesi militare è stata riproposta negli anni novanta per spiegare una serie di avvistamenti di UFO triangolari, avvenuti soprattutto durante l'ondata di avvistamenti in Belgio. Come spiegazione degli UFO triangolari è stato indicato l'aereo statunitense F-117 A (allora poco conosciuto), ma è stata avanzata anche l'ipotesi di aerei militari sviluppati nell'ambito di progetti segreti; fra questi, vi sarebbero l'aereo statunitense Aurora e l'aereo russo Ajax. 

### Armi volanti non identificate
A favore dell'ipotesi militare si è schierato il francese Jean-Pierre Pharabod, secondo cui la spiegazione degli UFO non può essere ridotta a fenomeni naturali ed oggetti artificiali male interpretati, illusioni ottiche, allucinazioni e falsificazioni. In passato ci sono stati aerei militari segreti o aerei militari i cui voli erano segreti, come l' U-2 negli anni cinquanta o il B-2 alla fine degli anni novanta; questi aerei sono stati responsabili di un certo numero di strani avvistamenti. È ragionevole quindi pensare che dietro gli avvistamenti di UFO con un comportamento intelligente, che non possono essere spiegati con fenomeni naturali, fattori psicologici o imbrogli, ci possano essere velivoli militari segreti. Pharabod ha proposto pertanto di usare per questi presunti oggetti sconosciuti l'acronimo AVNI (che sta per Armi Volanti Non Identificate) anziché quello di OVNI (Oggetti Volanti Non Identificati).

### Il caso dell'F-117 A
I giornalisti scientifici Isabelle Anderson, Jean-Louis Carrel, Peter Collins, Yann le Garrec, Isabelle Martin e Raphael Picard hanno affrontato il fenomeno UFO nel 2007 sulla rivista Science. Essi hanno affermato che "è certo che molti aerei stealth americani sono stati scambiati per UFO". Tra la progettazione di macchine di questo tipo, i voli di collaudo (sempre effettuati di notte) e la loro presentazione ufficiale, possono passare una ventina d'anni. È il caso anche dell'aereo F-117 A, testato dal 1977 e rivelato alla stampa nel 1990. L'aereo era dotato di un sistema di sfaccettature che permetteva di riflettere le onde radar in tutte le direzioni tranne in quella del radar trasmittente stesso. Si è scoperto che quest'aereo stealth è stato scambiato molte volte da testimoni in buona fede per un UFO. Gli autori hanno aggiunto inoltre che i velivoli attualmente in fase di test, che voleranno tra più di dieci anni, ci apparirebbero oggi come se fossero di fabbricazione extraterrestre. Se questi aerei si schiantassero al suolo, l'esercito americano si affretterebbe certamente a rimuovere i detriti, sostituendoli con altri più comuni. Riferendosi agli UFO avvistati negli anni quaranta e anni cinquanta, essi hanno concluso: "Ma, da allora, questi prodigiosi aeroplani a forma di disco non sarebbero finiti per esserci presentati?".
All'epoca dell'ondata belga di UFO, l'aereo F-117 A, allora poco conosciuto, è stato proposto dal giornalista aeronautico Bernard Thouanel sulla rivista Science et Vie per spiegare gli avvistamenti. Tuttavia, il governo degli Stati Uniti ha negato di aver testato in quel periodo l'F-117A in Belgio. La tesi è comunque plausibile, in particolare per l'inizio dell'ondata (si potrebbe infatti prevedere un sorvolo dalla Germania all'Inghilterra in preparazione alla Guerra del Golfo), ma rimane non dimostrata fino a quando il governo americano non asserisce che a quel tempo c'erano realmente aerei F-117 A in Belgio. Ma le capacità attribuite ai presunti UFO dell'ondata belga in base al racconto dei piloti degli caccia F-16 che hanno tentato di intercettarli sarebbero molto più elevate di quelle, modeste, dell'F-117A. Gli scettici contestano le straordinarie capacità attribuite a questi UFO ma preferiscono privilegiare, fino a una possibile prova contraria, l'ipotesi di un contagio psicosociale basato su osservazioni mal interpretate di vari tipi di elicotteri e aeroplani piuttosto che sull'osservazione dell'F-117A.

### Il progetto Aurora
Aurora è il nome generalmente dato ad un ipotetico velivolo da ricognizione americano, sviluppato a partire dalla metà degli anni ottanta, e successore del Lockheed SR-71 Blackbird ritirato dal servizio attivo (come sostituto del Blackbird, alcuni gli attribuiscono il nome di SR-91 Aurora). L'esistenza di quest’aereo non è stata però confermata ufficialmente.

### Il progetto Ajax
Ajax è il nome di un progetto sperimentale russo di propulsione aerea che utilizza la tecnologia magnetoaerodinamica. L'aereo Ajax è un aereo ipersonico a forma di ala piatta, con una velocità massima superiore a Mach 10. Il progetto è stato approvato alla fine degli anni ottanta dai servizi segreti russi. Il progetto stato abbandonato per mancanza di fondi in seguito al crollo dell'Unione Sovietica.

## Tesi complottiste
Alcuni sostenitori della teoria del complotto sugli UFO sostengono che gli UFO sono velivoli militari ultra segreti costruiti grazie a tecnologie di origine extraterrestre. Si tratta praticamente di una via di mezzo tra l’ipotesi militare e l’ipotesi extraterrestre. Uno dei più noti sostenitori di questa ipotesi è il francese Jean-Pierre Petit, secondo cui gli americani hanno sperimentato questi velivoli nella cosiddetta Area 51.